# Ternstroemia monostigma
Ternstroemia monostigma är en tvåhjärtbladig växtart som beskrevs av W.R. Barker. Ternstroemia monostigma ingår i släktet Ternstroemia och familjen Pentaphylacaceae. Inga underarter finns listade i Catalogue of Life.